# Angelonia campestris
Angelonia campestris är en grobladsväxtart som beskrevs av Christian Gottfried Daniel Nees von Esenbeck och Mart.. Angelonia campestris ingår i släktet Angelonia och familjen grobladsväxter. Inga underarter finns listade i Catalogue of Life.